# سلسلة البلدان المهزومة

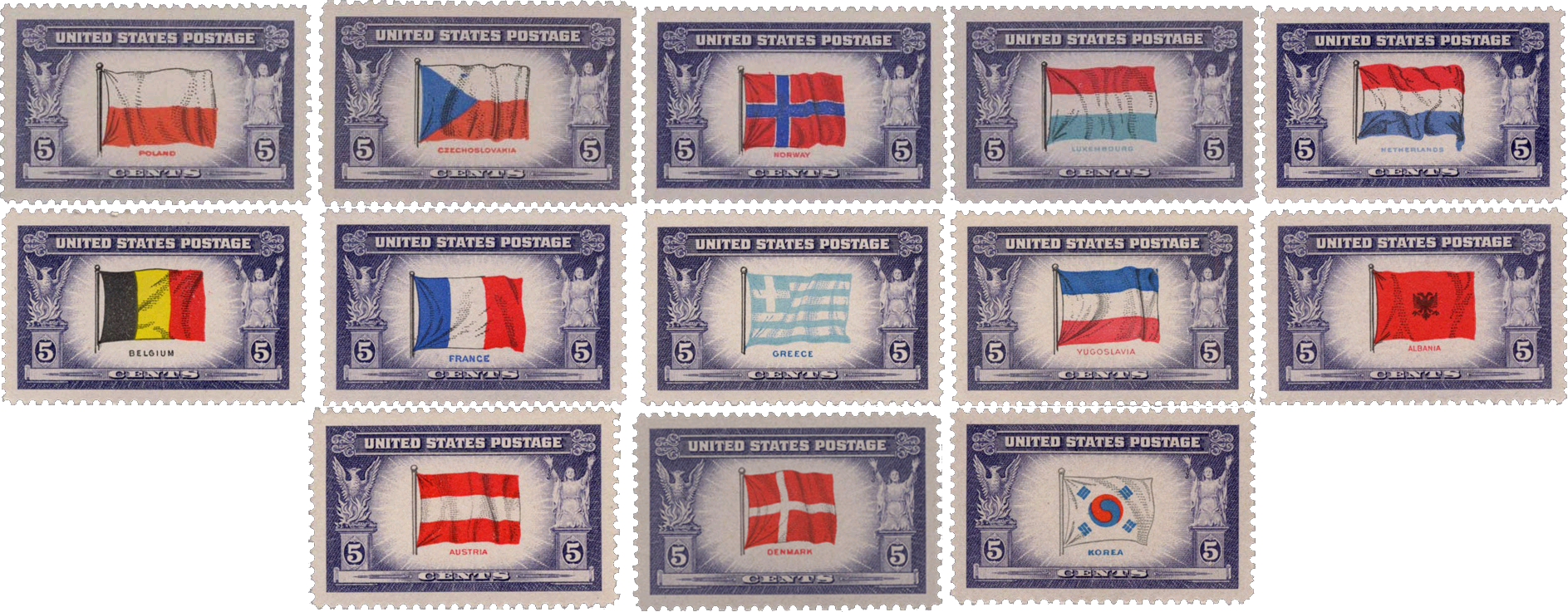
طوابع الدول المهزومة

كانت سلسلة "البلدان المهزومة" عبارة عن سلسلة من ثلاثة عشر طابعًا بريديًا تذكاريًا، كل منها بقيمة خمسة سنتات، أصدرتها الولايات المتحدة على مدى خمسة عشر شهرًا في عامي 1943 و1944 تكريمًا لثلاث عشرة دولة اجتاحتها أو احتلتها أو ضمتها دول المحور أثناء الحرب العالمية الثانية أو قبلها بفترة وجيزة. 
تُظهر الطوابع، بالألوان الكاملة، أعلام بولندا وتشيكوسلوفاكيا والنرويج ولوكسمبورغ وهولندا وبلجيكا وفرنسا واليونان ويوغوسلافيا وألبانيا والنمسا والدنمارك وكوريا، مع أسماء هذه الدول أسفلها. يظهر على يسار كل علم رمز طائر الفينيق، رمزًا لتجدد الحياة، وعلى يمينه صورة امرأة راكعة، ذراعاها مرفوعتان، تكسر قيود العبودية. 
صدرت الطوابع التي تحمل أعلام الدول الأوروبية على فترات من يونيو إلى ديسمبر 1943، بينما صدر طابع العلم الكوري في نوفمبر 1944.  التواريخ التي صدرت فيها هذه الطوابع هي: بولندا، 22 يونيو 1943؛ تشيكوسلوفاكيا، 12 يوليو 1943؛ النرويج، 27 يوليو 1943؛ لوكسمبورج، 10 أغسطس 1943؛ هولندا، 23 أغسطس 1943؛ بلجيكا، 14 سبتمبر 1943؛ فرنسا، 28 سبتمبر 1943؛ اليونان، 12 أكتوبر 1943؛ يوغوسلافيا، 26 أكتوبر 1943؛ ألبانيا، 9 نوفمبر 1943؛ النمسا، 23 نوفمبر 1943؛ الدنمارك، 7 ديسمبر 1943؛ وكوريا، 2 نوفمبر 1944. 
ونظرًا للعملية المعقدة اللازمة للطباعة بالألوان الكاملة، تعاقد مكتب النقش والطباعة التابع لحكومة الولايات المتحدة في واشنطن العاصمة مع شركة خاصة، وهي شركة الأوراق النقدية الأمريكية في مدينة نيويورك، لإنتاج الطوابع. 
رقم سكوت لهذه السلسلة من الطوابع هو من 909 إلى 921. 